# 下曽我村
下曽我村（しもそがむら）は、神奈川県足柄下郡に存在した村。現在の小田原市東部の御殿場線・下曽我駅周辺に位置した。

## 地理
- 山：不動山、高山（山頂は下中村に所在）
- 川：森戸川、剣沢川

## 歴史
- 1889年（明治22年）4月1日 - 町村制の施行により、曽我原村、曽我別所村、曽我谷津村、曽我岸村が合併して下曽我村が発足。
- 1954年（昭和29年）12月1日 - 小田原市に編入。同日下曽我村廃止。

## 交通

### 鉄道路線
- 日本国有鉄道（現東海旅客鉄道）
  - 御殿場線：下曽我駅